# الفاشية الروسية
الفاشية الروسية (بالروسية: рашизм) هي مصطلح جديد وتعبير مهين يُستخدم لوصف الأيديولوجية السياسية وسياسات الدولة الروسية تحت حكم فلاديمير بوتين. يُستخدم المصطلح للإشارة إلى النظام السياسي الاستبدادي للدولة الروسية، والقومية المتطرفة والإمبريالية الجديدة، والعسكرة، والتوسع، والنظام المؤسسي، والتحالف الوثيق بين الكنيسة والدولة، والقمع السياسي، واستخدام الرقابة والدعاية الحكومية، وعبادة الشخصية حول بوتين.
توصف الفاشية الروسية بأنها تستند إلى أفكار «العالم الروسي، والمهمة الحضارية الخاصة» للروس، مثل اعتبار موسكو روما الثالثة، والتي تتجلى في معاداة الغرب ودعم استعادة الأراضي السابقة عن طريق الغزو. يستخدم المسؤولون والإعلام الأوكراني غالبًا مصطلح «راشيست» للإشارة بشكل عام إلى أفراد ومؤيدي القوات المسلحة الروسية.
نشأ الاستخدام الحالي للمصطلح في عام 1995 خلال الحرب الشيشانية الأولى، لكنه أصبح أكثر انتشارًا بعد الحروب الروسية الجورجية والروسية الأوكرانية، وأصبح منتشرًا بشكل خاص خلال الغزو الروسي لأوكرانيا.

## تاريخ استخدام المصطلح

### حروب الشيشان
انتشر المصطلح بصيغة «روسيزم» ووصفه واستخدمه بشكل مكثف في عام 1995 رئيس جمهورية إشكريا الشيشانية جوهر دوداييف، الذي رأى في العمل العسكري الروسي في الشيشان مظهرًا من مظاهر الأيديولوجية الناشئة. وفقًا لدوداييف، فإن الفاشية الروسية:
«نوع من أيديولوجية الكراهية التي تستند إلى الشوفينية الروسية العظمى، وفقدان الروحانية واللاأخلاقية. وهي تختلف عن الأشكال الأخرى من الفاشية والعنصرية والقومية بقسوتها الأكثر تطرفًا، سواء تجاه الإنسان أو الطبيعة. وتستند إلى تدمير كل شيء وكل شخص، وتكتيكات الأرض المحروقة. الفاشية الروسية نوع انفصامي من عقدة الهيمنة العالمية. إنها نسخة متميزة من سيكولوجيا العبودية، تنمو كطفيلي على التاريخ المزيف، والأراضي المحتلة والشعوب المقهورة».
استخدم المصطلح لاحقًا من قبل الرئيس التالي لجمهورية الشيشان، أصلان مسخادوف، الذي اعتبر الفاشية الروسية نوعًا من الفاشية، لكنه أكثر خطورة من الفاشية وموجود خلال آخر 200 سنة.
كان لدى موقع الأخبار الشيشاني مركز القوقاز، عمود منتظم بعنوان «الفاشية الروسية» نُشر فيه حوالي 150 مقالًا بين عامي 2003 و2016.

### الحرب الروسية الأوكرانية
أصبح مصطلح الفاشية الروسية/راشيسم شائعًا بشكل متزايد في وسائل الإعلام الأوكرانية بعد ضم روسيا لشبه جزيرة القرم الأوكرانية، وإسقاط طائرة بوينج 777 قرب دونيتسك في 17 يوليو 2014، وبداية الحرب الروسية الأوكرانية في 2014. يظهر المصطلح في أغنية باللغة الروسية بعنوان «هذه، يا عزيزي، الفاشية الروسية! [الفاشية الأرثوذكسية!]» للملحن والمغني الأوكراني بوريس سيفاستيانوف.
تدعم لجنة الرادا العليا للسياسة الإنسانية والمعلوماتية مبادرة العلماء والصحفيين والمحللين السياسيين الأوكرانيين والمجتمع المدني بأكمله لتعزيز مصطلح «الفاشية الروسية» والاعتراف به على المستويين الوطني والدولي.

### الغزو الروسي لأوكرانيا
انتشر استخدام مصطلحات مثل راشيزم وراشيست على نطاق واسع في الأوساط العسكرية والسياسية والإعلامية الأوكرانية بحلول عام 2022، خلال الغزو الروسي لأوكرانيا. دعا أوليكسي دانيلوف، أمين مجلس الأمن والدفاع الوطني الأوكراني، بشكل بارز إلى استخدام مصطلح «الفاشية الروسية» لوصف العدوان الروسي، مؤكدًا أنه أسوأ من الفاشية:
«أود اليوم، أن أناشد جميع الصحفيين استخدام مصطلح الفاشية الروسية، لأنها ظاهرة جديدة في تاريخ العالم خلقها السيد بوتين مع بلاده. هؤلاء هم الروسيون المعاصرون، الذين لا يختلفون كثيرًا عن الفاشيين، وفي الواقع، تجاوزوهم. سأوضح السبب: في السابق، لم تكن هناك قدرة على تدمير المدن بمثل هذه الكمية من القنابل الجوية والمعدات، ولم تكن هناك مثل هذه القوة. الآن، هناك قدرات مختلفة تمامًا، وهم يستخدمونها بطريقة لا إنسانية».
صرح الرئيس الأوكراني فولوديمير زيلينسكي في 23 أبريل 2022، بأن مفهومًا جديدًا يُسمى «الفاشية الروسية» سيكون في كتب التاريخ:
«سيكون لهذا البلد كلمة في كتب تاريخنا المدرسية لم يخترعها أحد، يرددها الجميع في أوكرانيا وأوروبا، وهي الفاشية الروسية. ليس من قبيل الصدفة أن الجميع يقول إن هذه هي الفاشية الروسية. الكلمة جديدة، لكن الأفعال هي نفسها كما كانت قبل 80 عامًا في أوروبا. لأنه طوال هذه السنوات الثمانين، إذا حللت قارتنا، لم تكن هناك همجية مثل هذه. لذا فإن الفاشية الروسية مفهوم سيدخل كتب التاريخ، سيكون في ويكيبيديا، سيُدرَس في الفصول الدراسية. وسيقف الأطفال الصغار حول العالم ويجيبون معلميهم عندما يسألون متى بدأت الفاشية الروسية، وفي أي أرض، ومن فاز في النضال من أجل الحرية ضد هذا المفهوم الرهيب».
أقر المجلس الأعلى الأوكراني (الرادا) رسميًا في 2 مايو 2023، الفاشية الروسية على أنها أيديولوجية الدولة الرسمية في روسيا. ووفقًا لتعريف الرادا، فإن الفاشية الروسية هي «العسكرة، وعبادة شخصية القائد وتقديس مؤسسات الدولة، والتمجيد الذاتي للاتحاد الروسي من خلال القمع العنيف و/أو إنكار وجود الإثنيات الأخرى، وفرض اللغة والثقافة الروسية على الشعوب الأخرى، والدعاية لعقيدة العالم الروسي، والانتهاك المنهجي لقواعد ومبادئ القانون الدولي، والحقوق السيادية للدول الأخرى، وسلامة أراضيها، وحدودها المعترف بها دوليًا».
استخدمت الجمعية البرلمانية لحلف شمال الأطلسي (الناتو) رسميًا في 22 مايو 2023، مصطلح الفاشية الروسية لوصف أيديولوجية وممارسات روسيا في الإعلان 482، المادة 20. يُستخدم هذا المصطلح حاليًا على نطاق واسع في مختلف الأنشطة الدولية المناهضة للحرب، على سبيل المثال في بيان «أوقفوا الفاشية الروسية».
قدم الرئيس الأمريكي جو بايدن في 7 مارس 2024، خطاب حالة الاتحاد 2024، وقارن روسيا تحت قيادة فلاديمير بوتين بفتوحات أدولف هتلر في أوروبا.

## نقد المصطلح
قال المؤرخ ستانلي جي باين إن روسيا في عهد بوتين «لا تكافئ الأنظمة الفاشية في الحرب العالمية الثانية، لكنها تشكل أقرب نظير للفاشية التي وُجدت في دولة كبرى منذ ذلك الوقت» وأنها «ليست نتاج أي حركة أو أيديولوجية ثورية فاشية أو غير ذلك. لقد طورت خصائص ما يسميه بعض المحللين السياسيين دولة المافيا، وإن كان ذلك تحت دكتاتورية شخصية مركزية». ويعتقد أن النظام السياسي في روسيا هو «إحياء لعقيدة القيصر نيقولاس الأول في القرن التاسع عشر التي ركزت على الأرثوذكسية والحكم المطلق والقومية، أكثر من كونه يشبه الأنظمة الثورية والتحديثية لهتلر وموسوليني».
يشير المؤرخ روجر غريفين إلى أنه على عكس الدكتاتوريين الفاشيين الذين منحوا أنفسهم سلطة دكتاتورية مطلقة، يفضل بوتين التلاعب «بمظاهر النظام شبه الديمقراطي»، متظاهرًا «بالدفاع عن الدستور الروسي وضمانه» وإدخال تعديلات عليه بدلًا من رفضه كليًا. يرى غريفين أن روسيا تشبه اليابان العسكرية التي «حاكت الفاشية في نواحٍ كثيرة، لكنها لم تكن فاشية» وفقًا لرأيه.
ووفقًا للباحثة ما بعد الدكتوراه ماريا سنيغوفايا، فإن المجتمع الروسي «المنعزل والسلبي للغاية» يتقبل أفكار بوتين بسلبية، لكنه لا يتبناها بنشاط لأن روسيا مجتمع ما بعد شمولي لديه «تجربة سيئة جدًا في التعبئة حول الأفكار الكبيرة». وقالت أيضًا إن «[روسيا بوتين] تفتقر إلى رؤية للمستقبل. تشتكي روسيا من النظام الدولي القائم ومكانة روسيا فيه، لكنها لا تملك أي رؤية بديلة».